# Van Gogh (gruppo musicale)
I Van Gogh (in serbo Ван Гог?) sono un gruppo musicale serbo. Si sono formati nel 1986 esordendo con l'album omonimo ed hanno raggiunto il picco della loro popolarità negli anni novanta. Sono stati premiati come Miglior Artista Adriatico al MTV Europe Music Awards 2007.

## Formazione
Attuale
- Zvonimir "Đule" Đukić - voce, chitarra
- Dejan Ilić - basso
- Srboljub "Srba" Radivojević - batteria

Ex componenti
- Goran Milisavljević - voce
- Predrag Popović - basso
- Aleksandar Barać - basso
- Dušan "Gary" Bogović - basso
- Đorđe Petrović - tastiere
- Vlada Barjaktarević - tastiere

## Discografia

### Album in studio
- 1986 – Van Gogh
- 1991 – Svet je moj
- 1993 – Strast
- 1996 – Hodi
- 1999 – Opasan ples
- 2002 – DrUnder
- 2006 – Kolo
- 2009 – Lavirint
- 2013 – Neumeren u svemu
- 2016 – Ako stanemo, gubimo sve

### Album dal vivo
- 1997 – No Comment
- 2001 – Happy New Ear
- 2007 – Belgrade Arene/Live 19.may 2007

### Raccolte
- 1995 – Tragovi prošlosti
- 2001 – Rani radovi, 1991-2001
- 2011 – Total

### Singoli
- 1986 – Tragovi prošlosti/Samo san
- 1987 – Tvoj smeh/Kako zove se
- 1990 – Gubiš me/Tvojim imenom
- 1994 – Zemlja čuda / Besnilo
- 1998 – Qu'hier que demain/Polje snova
- 1999 – Brod od papira/Intervista a Đule
- 2006 – Spisak razloga
- 2009 – Nek' te telo nosi
- 2009 – Noćas mi smo tu